# Скела-Кладовей
Скела-Кладовей (рум. Schela Cladovei) — село и коммуна в жудеце Мехединць в Румынии. Административно подчинено городу Дробета-Турну-Северин.
Располагается на расстоянии 276 км к западу от Бухареста, 3 км к западу от г. Дробета-Турну-Северин, 101 км к западу от Крайовы.

## Население
По данным переписи 2002 г. в селе проживало 5458 человек.
Национальный состав села:
| Национальность | Численность | Процент |
| -------------- | ----------- | ------- |
| румыны         | 5362        | 98,2 %  |
| цыгане         | 78          | 1,4 %   |
| турки          | 11          | 0,2 %   |

Родным языком назвали:
| Язык      | Численность | Процент |
| --------- | ----------- | ------- |
| румынский | 5368        | 98,4 %  |
| цыганский | 74          | 1,4 %   |
| турецкий  | 9           | 0,2 %   |

## Археология
Село известно археологической стоянкой эпохи мезолита, культура которой родственна культуре Лепенского Вира (Сербия).